# Filarmonica Sestrese C. Corradi G. Secondo
La Filarmonica Sestrese - Casimiro Corradi Ghio Secondo è un'associazione musicale di volontariato Onlus.

## Storia

### 1845-1849: Le origini traIl Canto degli italianie Giuseppe Garibaldi

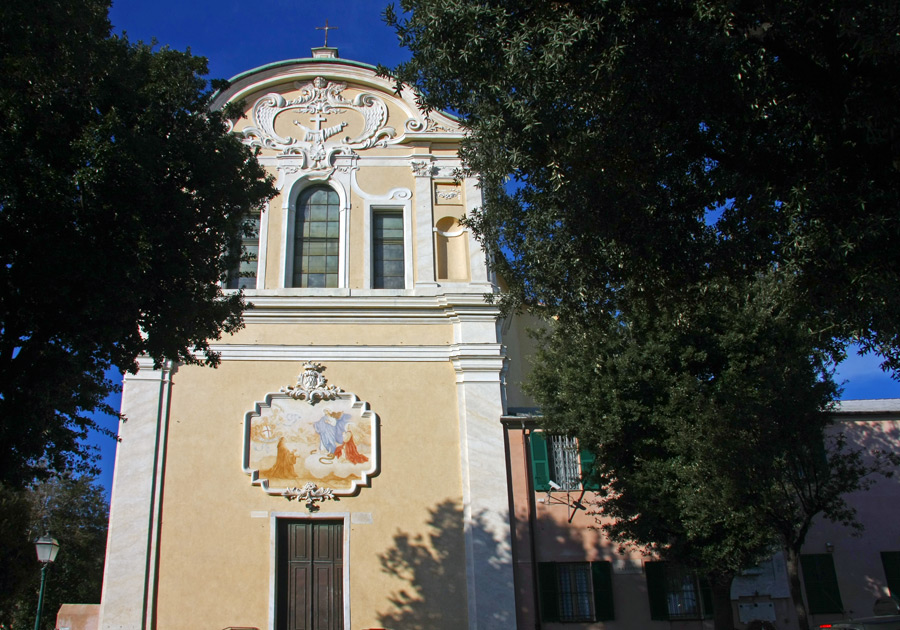
Il Santuario della Nostra Signora di Loreto di Oregina, davanti al quale fece il suo debutto Il Canto degli italiani, dal 1946 inno nazionale italiano

La Filarmonica Sestrese fu fondata il 27 maggio 1845 dall'allora Comune di Sestri Ponente (Genova) come scuola di musica. Fin dalle sue origini la Filarmonica Sestrese fu caratterizzata da scopi filantropici, dandosi "lo scopo principale di dare un'utile distrazione a tanta numerosa gioventù" ... "nel lodevole intento di togliere dalla strada, e quindi dall'ozio, quella numerosa gioventù sestrese". Ai primi di gennaio del 1846 iniziò l'attività scolastica, il suo primo insegnante di musica fu il Maestro Leonardo Corradi. Il 10 dicembre 1847 a Oregina, sul piazzale antistante al Santuario della Nostra Signora di Loreto, nel corso per la rievocazione patriottica della rivolta genovese di Portoria contro gli Austriaci (il famoso episodio del Balilla), il giovane Goffredo Mameli presentò ai numerosi convenuti il suo Canto degli italiani (conosciuto erroneamente come Fratelli d'Italia), che dal 1946 è l'inno nazionale italiano.
La banda musicale sestrese, nata dalla scuola filarmonica, eseguì per la prima volta in pubblico quell'inno patriottico, meritandosi una bandiera tricolore donata dal Conte Faraggiana. In seguito, la banda, diventata comunale, fu protagonista di altre vicende del Risorgimento: il 29 settembre 1848 aiutò la raccolta di fondi per Garibaldi, organizzando concerti di beneficenza.

### 1850-1904: Il Risorgimento e la figura di Casimiro Corradi
Nel 1850 la direzione della banda fu affidata al Maestro Casimiro Corradi, divenendo così una delle più importanti orchestre d'Italia. Di questo periodo furono le esecuzioni di alcune opere liriche e l'esecuzione di brani autografi di Corradi tra cui la Marcia militare edita da G. Ricordi, vincendo anche numerosi concorsi bandistici.
Il 4 maggio 1860, i garibaldini in procinto di salpare da Quarto, donarono alla banda di Sestri un altro tricolore, che divenne poi il vessillo ufficiale dell'associazione musicale.
Il 17 marzo 1872, la banda comunale di Sestri Ponente accompagnò la salma di Mazzini al cimitero di Staglieno e presenziò all'inaugurazione del monumento al grande politico genovese in Piazza Corvetto, il 5 settembre 1880.
Dopo la morte del Maestro Casimiro Corradi avvenuto il 17 novembre 1905, ne assunse il nome e, nel corso dei successivi quarant'anni, la banda Casimiro Corradi fu protagonista della vita sociale e culturale cittadina e nazionale.

### 1905-in poi
La Filarmonica Sestrese partecipò a numerosi concorsi nazionali e internazionali e presenziò a tutte le manifestazioni politiche e religiose che si svolsero nella città. Nel 1945 festeggiò il suo primo secolo di vita, con un grandioso concerto pubblico e il 24 luglio di due anni dopo, si unì all'altra formazione musicale sestrese, la Ghio Secondo, assumendo il nome di "Filarmonica Sestrese - C. Corradi G. Secondo", nome che tuttora mantiene.
Nel 1951 la Filarmonica Sestrese viene diretta dal Maestro Armando La Rosa Parodi in un concerto per il cinquantenario della morte di Giuseppe Verdi, tenutosi a Piazza della Vittoria a Genova. Il 16 giugno 1951 suonò per la cerimonia del varo del transatlantico Andrea Doria, alla presenza della signora Giuseppina Saragat, moglie dell'ex ministro della marina mercantile e futuro presidente della Repubblica Giuseppe Saragat. Il 10 maggio 1953 suona per il varo della Cristoforo Colombo, il 7 dicembre 1958 suona in occasione del varo della Leonardo da Vinci, ed il 16 settembre 1962 suona per il varo della Michelangelo.
Nel 1980 la banda fu gradualmente trasformata in una grande "Orchestra di Fiati e Percussioni", introducendo nel repertorio anche colonne sonore di film, brani jazz e sudamericani, oltre a nuove composizioni per Orchestra di Fiati. Il 12 ottobre 1992 ha presenziato alle celebrazioni per il 500° della scoperta dell'America a Washington, su invito dell'Associazione "I Cavalieri di Colombo", alla presenza dell'ambasciatore italiano.
Il 21 febbraio 1984 la Filarmonica Sestrese suonò a Piazza del Quirinale in onore del Presidente della Repubblica Sandro Pertini, che ne accolse una delegazione nel Salone dei Corazzieri, per suonare poi il 22 febbraio per Papa Giovanni Paolo II all'interno della Basilica di San Pietro.
Nel 1992 la Filarmonica Sestrese viene chiamata da Vittorio Gassman ad eseguire le musiche di Nicola Piovani composte per lo spettacolo Ulisse e la balena bianca, la versione teatrale liberamente tratta da Moby Dick di Herman Melville di cui Gassman cura drammaturgia e regia. La prima dello spettacolo fu fatta nella Piazza delle Feste del Porto Antico di Genova il 2 luglio 1992, con scenografia di Renzo Piano. Dallo spettacolo fu tratta anche una riduzione televisiva che base a Gassman il Prix Italia del 1993 nella categoria teatro televisivo.
Dal 1996 organizza il Festival Bandistico "Città di Genova" e, dal 2004, dà vita all'International Music Festival al quale sono invitate formazioni musicali provenienti da tutto il mondo. Il festival, nato in concomitanza con le manifestazioni per Genova Capitale Europea della Cultura, è poi proseguito con cadenza biennale negli anni successivi.
Nel 1999 ha aperto nella sua sede il "Museo Storico Permanente", ove sono conservati spartiti e strumenti musicali antichi, premi, diplomi, nonché foto con dedica autografa di Garibaldi, Pietro Mascagni, Francesco Cilea, Ennio Morricone, Nicola Piovani, Danny Elfman e di altri compositori o famosi musicisti.
Sono molte le trasferte effettuate all'estero dalla Filarmonica Sestrese. Finora, sono state dieci le nazioni ove si è esibita: Belgio, Francia, Germania, Polonia, Repubblica Ceca, Russia, Spagna, Stati Uniti d'America, Svizzera e Ungheria.

## La Scuola di Musica e l'Orchestra di Fiati
Nella sua scuola di musica sono oggi iscritti più di 250 allievi di strumenti a fiato, percussione, pianoforte e chitarra, con corsi baby per i più piccoli. L'Orchestra è formata da 60 elementi, quasi tutti provenienti dalla scuola di musica, con una media di 25 anni di età.
Oltre all'attività culturale, la Filarmonica Sestrese è molto attiva nel campo della solidarietà.
Sostiene e collabora concretamente da anni con le grandi organizzazioni umanitarie come l'UNICEF, di cui è ambasciatrice, e l'UNHCR.

## Discografia
- 1998 - Concerto dell'Orchestra di fiati della Filarmonica Sestrese
- 2001 - Millennium Filarmonica
- 2002 - Concerto Verdiano
- 2004 - Genova 2004 International Music
- 2008 - Live in Genova
- 2010 - Centosessantacinque
- 2011 - Fratelli d'Italia - Genova, città dell'Inno
- 2013 - Keep calm and Play
- 2017 - Faber, Filarmonica Sestrese & Napo